# 达尼埃尔·尼古拉
丹尼爾·尼古拉（羅馬尼亞語：Daniel Niculae；1982年10月6日—）是一位羅馬尼亞足球運動員，在場上的位置是二前鋒。他曾效力於羅馬尼亞足球甲級聯賽球隊布加勒斯特快速足球俱樂部。他也代表羅馬尼亞國家足球隊參賽。